# Alexandra Breckenridge

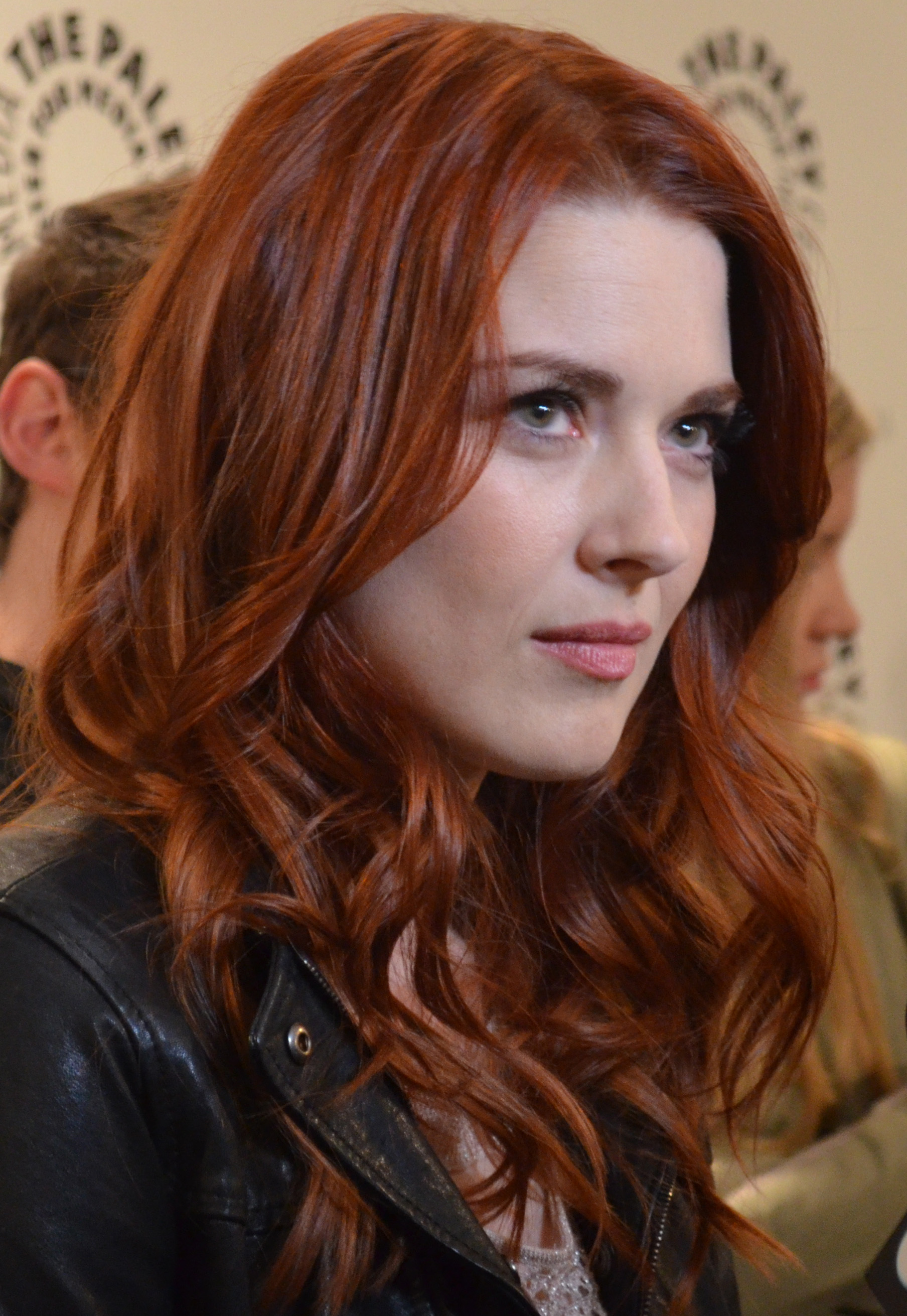
Alexandra Breckenridge (2012)

Alexandra Hetherington „Alex“ Breckenridge (* 15. Mai 1982 in Bridgeport, Connecticut) ist eine US-amerikanische Schauspielerin und Fotografin.

## Leben und Karriere
Die Familie zog nach Kalifornien, als Breckenridge zwölf Jahre alt war. Breckenridge gab ihr Debüt im Fernsehdrama Even the Losers (1998). Im Horrorfilm Vampire Clan (2002) und in der Actionkomödie D.E.B.S. (2003) – die ein Jahr später als Spy Girls – D.E.B.S. neu verfilmt wurde – spielte sie jeweils eine der größeren Rollen. In der Komödie Romy und Michele: Hollywood, wir kommen! (2005) übernahm sie neben Katherine Heigl eine der Hauptrollen. In der Komödie She’s the Man – Voll mein Typ! (2006) war sie an der Seite von Amanda Bynes und Channing Tatum zu sehen.
Breckenridge lebt in Hollywood. Ihr Onkel ist der Schauspieler Michael Weatherly. Im September 2015 heiratete sie den Gitarristen Casey Hooper.

## Filmografie (Auswahl)
- 1998: Even the Losers
- 1999: Locust Valley
- 2000: Dawson’s Creek (Fernsehserie, Folge 3x14)
- 2002: Lügen haben kurze Beine (Big Fat Liar)
- 2002: Vampire Clan
- 2003: D.E.B.S. (Kurzfilm)
- 2003: Buffy – Im Bann der Dämonen (Buffy, Fernsehserie, Folge 7x01)
- 2005: Romy und Michele: Hollywood, wir kommen! (Romy and Michele: In the Beginning)
- 2005–2018 Family Guy (Fernsehserie, Stimme, 65 Folgen)
- 2006: She’s the Man – Voll mein Typ! (She’s the Man)
- 2007–2008: Dirt (Fernsehserie, 20 Folgen)
- 2008–2009: The Ex List (Fernsehserie, 13 Folgen)
- 2009: The Bridge to Nowhere
- 2010: Life Unexpected – Plötzlich Familie (Life Unexpected, Fernsehserie, 5 Folgen)
- 2011: Ticket Out – Flucht ins Ungewisse (Ticket Out)
- 2011: True Blood (Fernsehserie, 4 Folgen)
- 2011, 2013: American Horror Story (Fernsehserie, 8 Folgen)
- 2013: Save Me (Fernsehserie, 8 Folgen)
- 2015: Zipper
- 2015: Dark
- 2015: Other People’s Children
- 2015: The Operator – Eine Marble Hornets Story (Always Watching: A Marble Hornets Story)
- 2015: Extant (Fernsehserie, Episode 2x02)
- 2015–2016: The Walking Dead (Fernsehserie, 11 Folgen)
- 2016: Ein tödliches Versprechen (Broken Vows)
- 2016: Pure Genius (Fernsehserie, Folge 1x01)
- 2017: Grown Ups (Kurzfilm)
- 2017–2022: This Is Us – Das ist Leben (This Is Us, Fernsehserie)
- 2018: Law & Order: Special Victims Unit (Fernsehserie, Folge 20x09)
- 2018: Christmas Around the Corner (Fernsehfilm)
- seit 2019: Virgin River (Fernsehserie)
- 2020: Love in Store (Fernsehfilm)